# Raymonde Moulin
Raymonde Moulin (Moulins, 19 de febrero de 1924-9 de agosto de 2019) fue una historiadora del arte francesa, especializada en sociología del arte. 

## Biografía
Fundadora, en 1983, del Centre de sociologie des arts, convertido en 1984 en el Centre de sociologie du travail et des arts, que dirigió hasta 1992. Fue directora de estudios asociada a la École des Hautes Études en Sciences Sociales de 1985 a 1992, directora de investigaciones emérita del Centre National de la Recherche Scientifique hasta 2002, y miembro del Comité de Historia del Ministerio de Cultura desde 1994. 
En su obra principal, El mercado de la producción artística en Francia (1967) analizó los factores incidentes en un campo específico como es el mercado del arte, sentando las bases de gran número de obras que incidirán en el tema.

## Obra
- Le Marché de la peinture en France (Minuit, 1967).
- L'Artiste, l'institution et le marché (Flammarion, 1992).
- De la valeur de l'art (Flammarion, 1995).
- Sociologie de l'art (L'Harmattan, 1999).
- Le Marché de l'art. Mondialisation et nouvelles technologies (Flammarion, 2000).